# Виндора
Виндо́ра (англ. Windorah) — небольшой город в районе Барку, Квинсленд, Австралия. В 2016 году население Виндоры составило 115 человек. Город основан в 1880 году. В 2008 году в Виндоре установили солнечную электростанцию.

## География
Виндора находится в центральной части Австралии, на юго-западе штата Квинсленд. Расстояние до Джунды (центр района) составляет около 97 километров.

## Демография
Согласно переписи 2016 года, население Виндоры составило 115 человек (в том числе 53 % мужчин и 47 % женщин). Средний возраст жителей Виндоры составлял 46 лет. Дети в возрасте от 0 до 14 лет составляли 16,8 % населения, а люди возраста 65+ составили 18,5 % населения. 87,7 % населения родились в Австралии. Основное занятие населения — животноводство.

## Климат
| Показатель                                                              | Янв. | Фев. | Март | Апр. | Май  | Июнь | Июль | Авг. | Сен. | Окт. | Нояб. | Дек. |
| ----------------------------------------------------------------------- | ---- | ---- | ---- | ---- | ---- | ---- | ---- | ---- | ---- | ---- | ----- | ---- |
| Абсолютный максимум, °C                                                 | 38,1 | 36,6 | 34,6 | 30,2 | 25,3 | 21,7 | 21,4 | 24,1 | 28,4 | 32,5 | 35,4  | 37,8 |
| Абсолютный минимум, °C                                                  | 24,1 | 23,5 | 21,1 | 16,1 | 11,3 | 7,6  | 6,6  | 8,1  | 12,1 | 16,5 | 19,9  | 22,5 |
| Норма осадков, мм                                                       | 42,9 | 49,5 | 42,2 | 19,8 | 18,6 | 16,5 | 15,0 | 9,8  | 19,6 | 17,7 | 22,2  | 30,4 |
| Источник: http://www.bom.gov.au/climate/averages/tables/cw_038024.shtml |      |      |      |      |      |      |      |      |      |      |       |      |

## Галерея

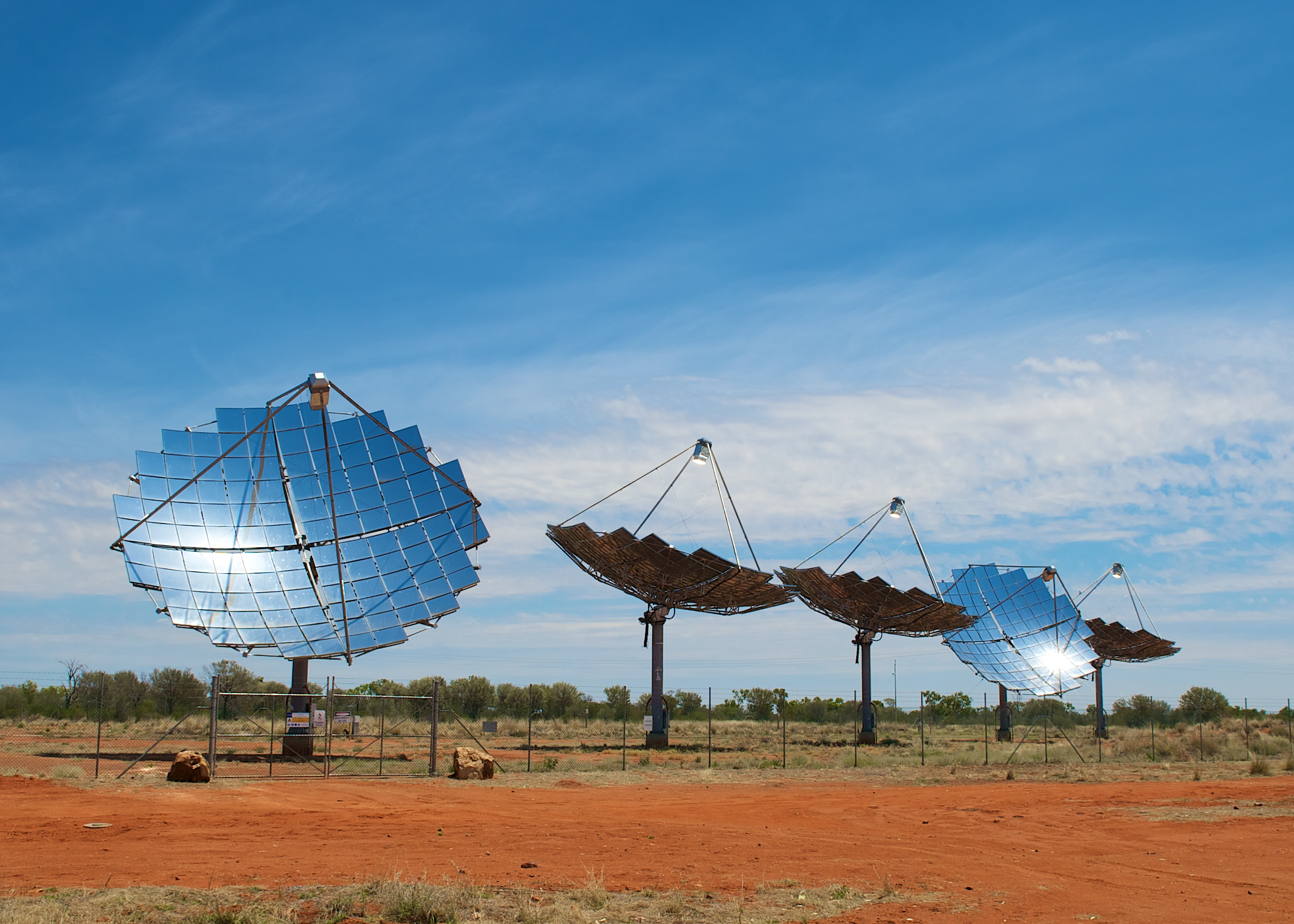
Солнечные батареи
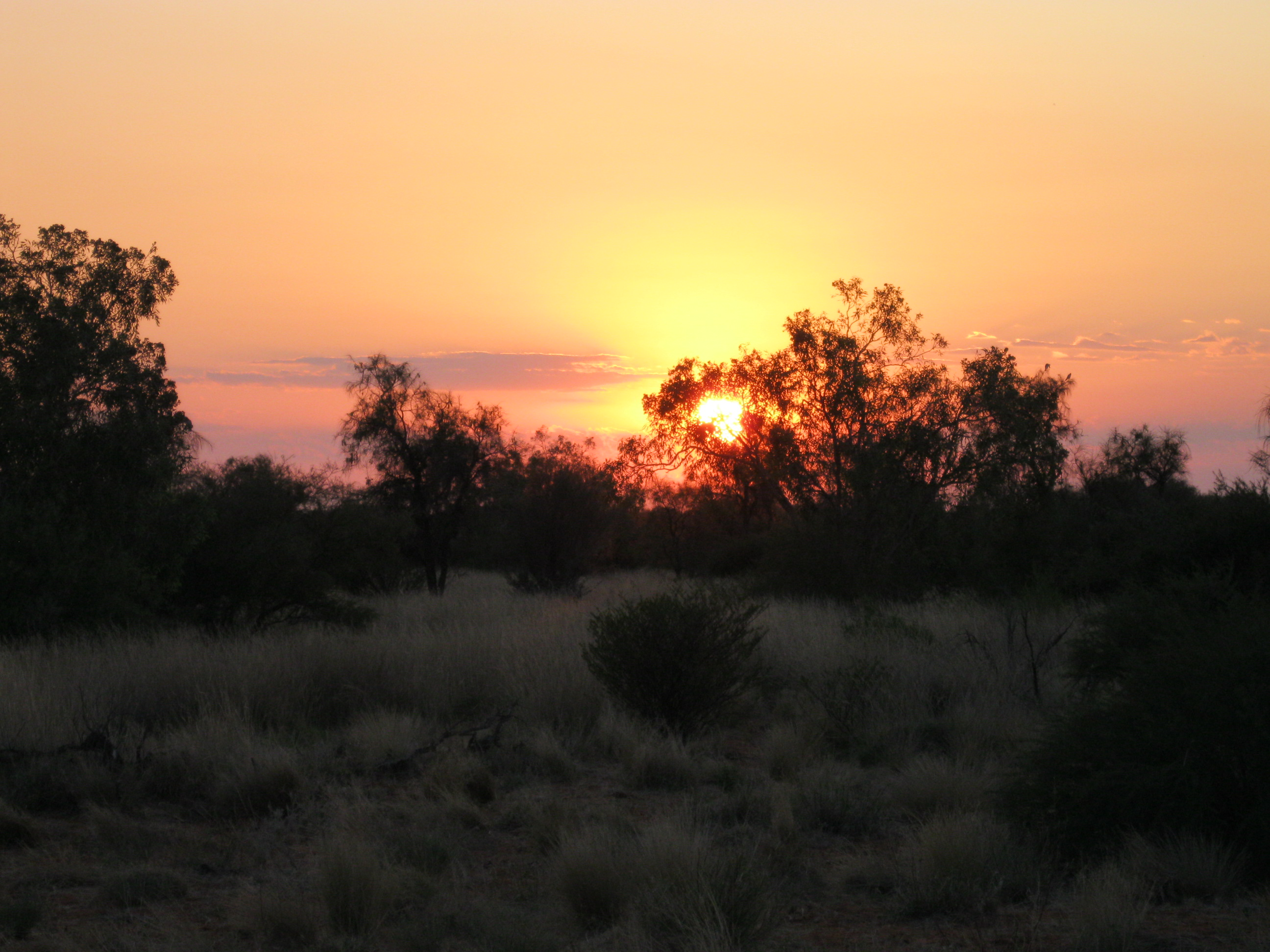
Восход солнца близ Виндоры
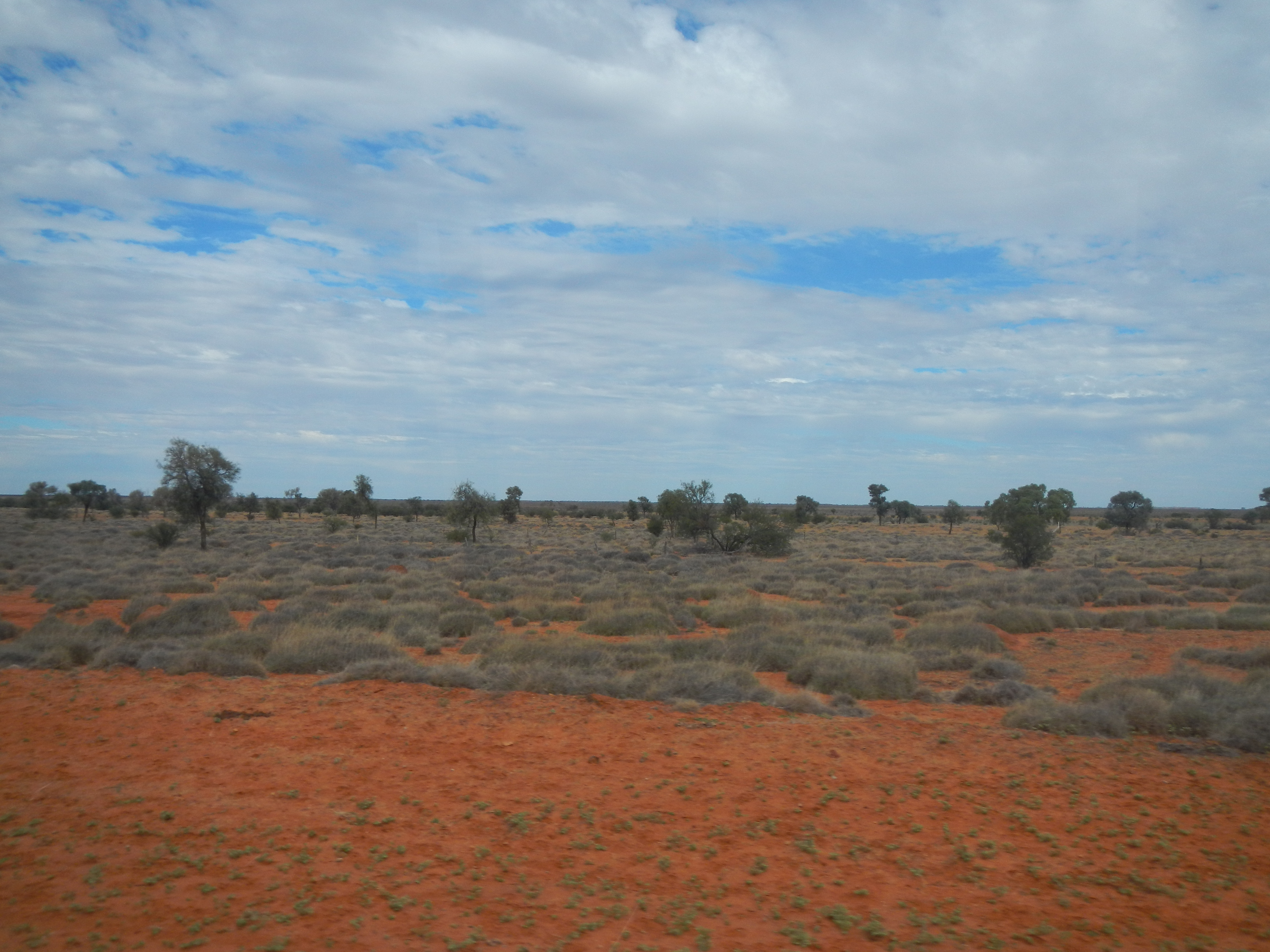
Пустыня к западу от Виндоры
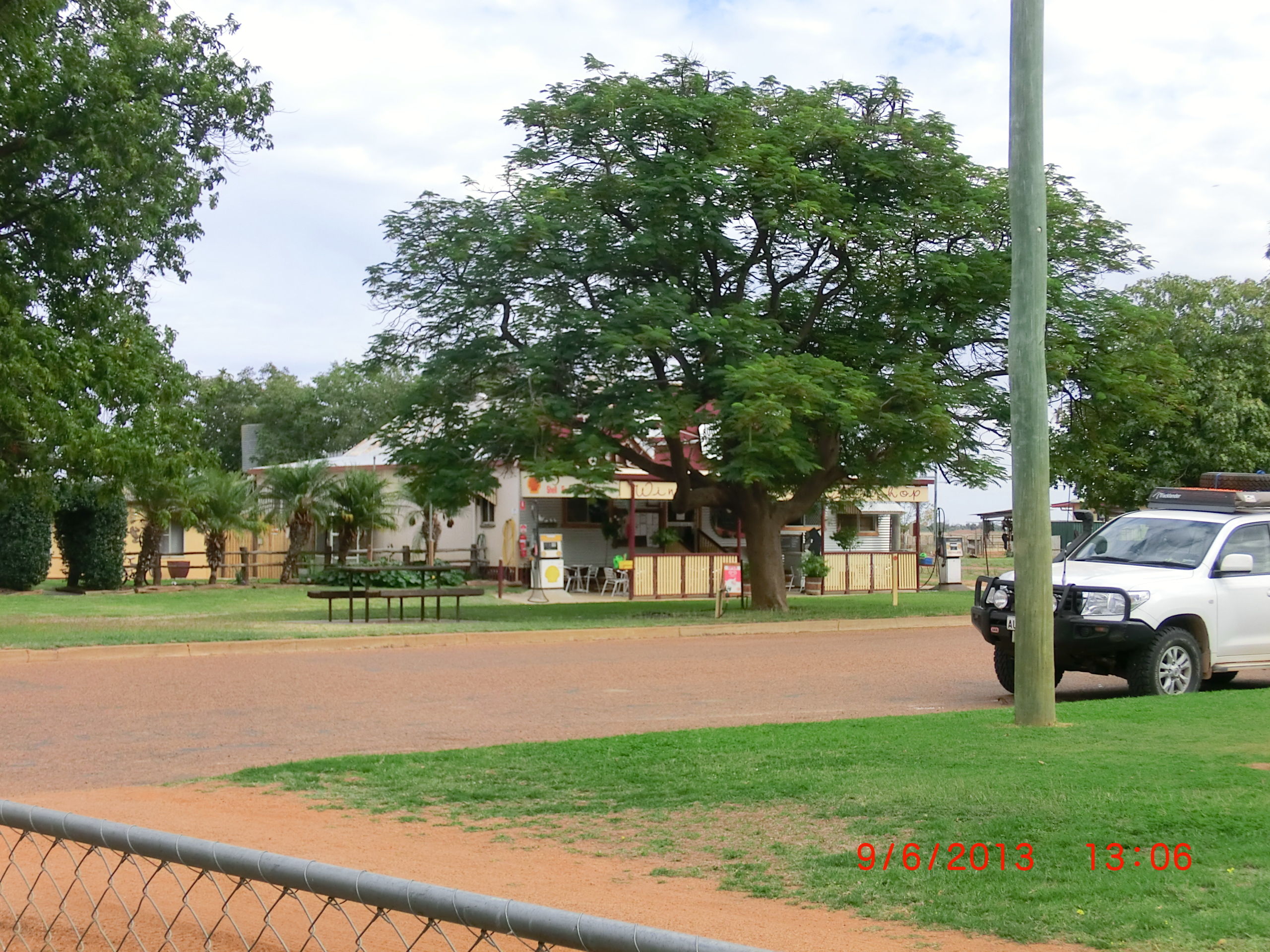
Магазин в Виндоре